# Csincse
Csincse é um município da Hungria, situado no condado de Borsod-Abaúj-Zemplén. Tem 11,34 km² de área e sua população em 2015 foi estimada em 543 habitantes.